# Homoneura fumibasis
Homoneura fumibasis är en tvåvingeart som beskrevs av Malloch 1927. Homoneura fumibasis ingår i släktet Homoneura och familjen lövflugor. Inga underarter finns listade i Catalogue of Life.